# Lamberto Dalla Costa
Lamberto Dalla Costa (Crespano del Grappa, 14 aprile 1920 – Bergamo, 29 ottobre 1982) è stato un bobbista italiano.
Dalla Costa, appena ventenne, si arruolò come volontario nella Regia Aeronautica, diventato pilota da caccia arrivò ad indossare i gradi di maresciallo. Pilota d'aerei militari e di elicotteri, fu medaglia d'argento al valor militare.
Il 28 gennaio 1956 all'Olimpiade di Cortina vinse la medaglia d'oro nel bob a due su Italia I, in coppia con il maggiore dell'Aeronautica Giacomo Conti, precedendo di oltre un secondo Italia II di Eugenio Monti e Renzo Alverà. Quello del duo Dalla Costa-Conti fu l'unico oro del medagliere azzurro all'Olimpiade di Cortina.
Dalla Costa fu quarto ai Campionati Mondiali a St. Moritz nel 1957, poi chiuse la carriera da pilota di bob. Fu chiamato a inaugurare la pista di bob di Cervinia e nel 1965 ricevette la medaglia d'oro del CONI.

## Palmarès

### Olimpiadi
- Medaglia d'oro nel bob a due alle olimpiadi di Cortina 1956